# Glasmalerei Wilhelm Franke
Glasmalerei Wilhelm Franke ist ein deutsches Unternehmen.

## Geschichte

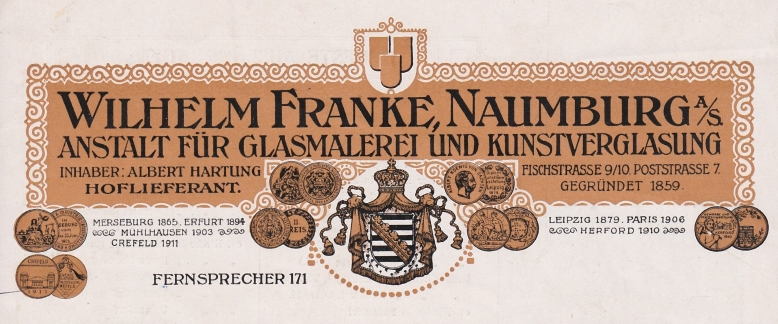
Archivunterlagen W. Franke Naumburg

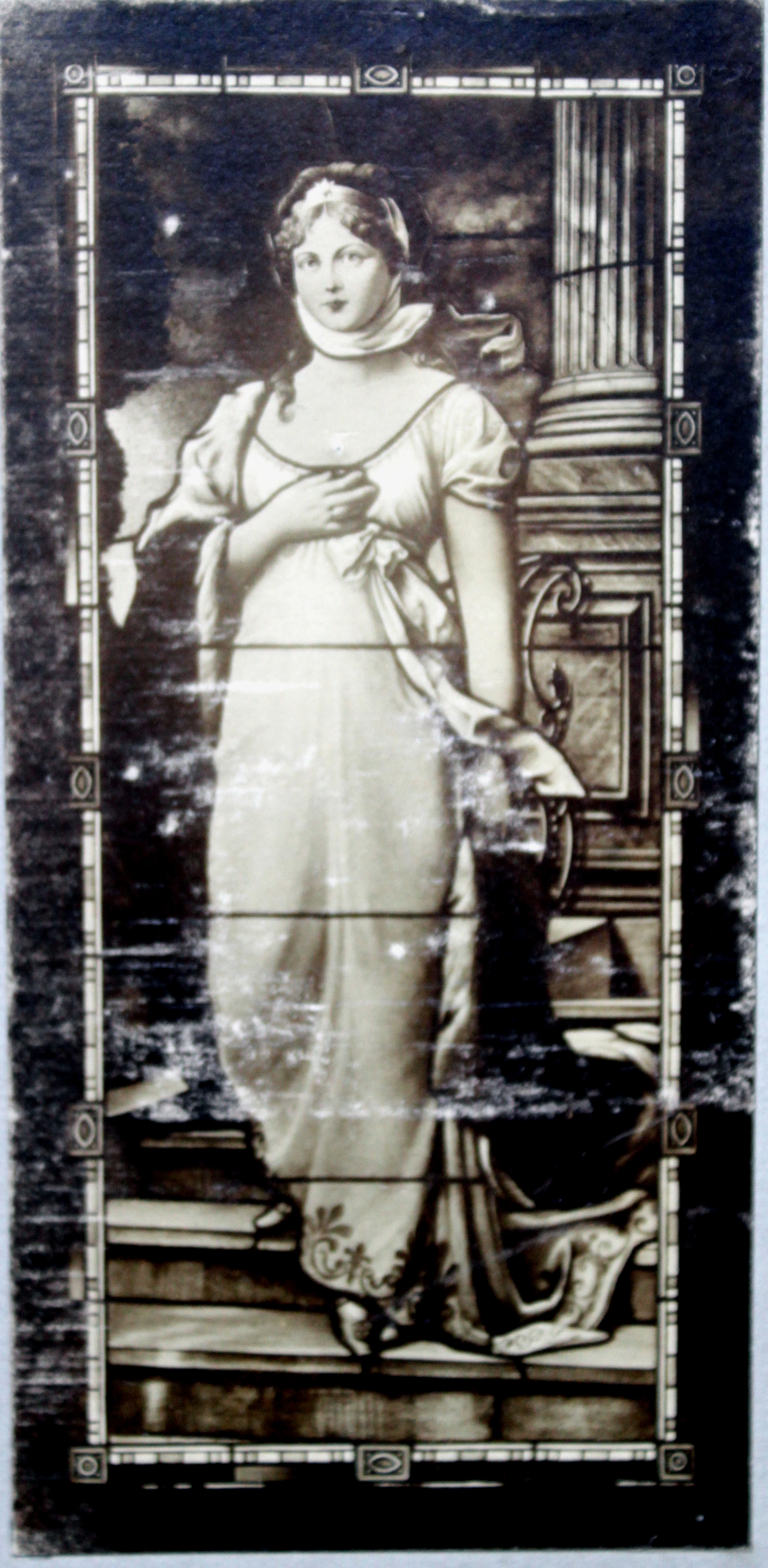
Archivaufnahme Glasmalerei Königin Luise

Der Glasmalermeister Wilhelm Franke firmierte seit 1859 als „Anstalt für Glaskunst und Kunstverglasung“ in Naumburg. Seit 1862 gehörte Franke der Innung der Stadt an. Durch solides Schaffen und künstlerischen Anspruch gelang es Franke, zu Ehrung und Ansehen zu kommen. Preise und Anerkennungen erhielt er 1865 von der Stadt Merseburg, Kunst-Gewerbe- und Industrieausstellung. 1879 folgte das Diplom der Kunst-Gewerbeausstellung Leipzig. 1900 war das Unternehmen auf der Weltausstellung in Paris mit verschiedenen Ausstellungsstücken von Glasmaler Fritz Geiges in Freiburg im Breisgau (1853–1935).
Im Frühjahr 1888 starb Franke. Sein Stiefsohn Albert Hartung übernahm die Geschäfte. Mit dem neuen Teilhaber Dusberger änderte sich für kurze Zeit die Firmierung in „Dusberger & Hartung“. Später stieg Dusberger wieder aus der Firma aus und das Unternehmen lief unter alter Firmierung weiter.
Um die Jahrhundertwende wuchs die Mitarbeiterzahl an. Zur Kundschaft gehörte auch das Kaiserhaus und verlieh der Firma den Namen des Hoflieferanten. Vom Senat der Hansestadt Bremen stiftete das Kaiserhaus mehrere Glasmalereifenster in Südwestafrika. Die Glasmalerei Wilhelm Franke operierte als weltweit tätiges Unternehmen.
Zum Ende der Kriegswirren 1945 kam das abrupte Aus für die Werkstatt. Ein Fabrikteil wurde stark beschädigt. Nach Abschluss der Meisterschule und dem Studium an der Hochschule für Kunst & Grafik in Ungarn, übernahm Lutz Gärlich 1966 die Firmenbestände. Das Archiv umfasste zahlreiche Zeichenkartons, Entwürfe, Fotobücher, Fotoplatten sowie umfangreiche Geschäftsunterlagen. Seitdem wird die Glasmalerei unter Domglas Naumburg wieder als meistergeführter Familienbetrieb in dritter Generation weiter geführt.

## Herstellung
Das Glas bemalen, schleifen, gravieren, sandstrahlen, ätzen und beschichten sind umfangreiche Veredlungsformen. Zuerst werden die entsprechenden Gläser zugeschnitten und je nach Ausführung gestaltet. Die einzige noch produzierende Glashütte in Deutschland, Glashütte Lamberts aus Waldsassen, beliefert mit Echtantikglas. Fast jeder Farbton kann hergestellt werden. Bei dem mundgeblasenen Antikglas variieren die Glastafeln von 0,5 m² in der Stärke von 2 bis 4 mm. Gläser mit Farbüberfang baut sich entsprechend auf.

## Werke

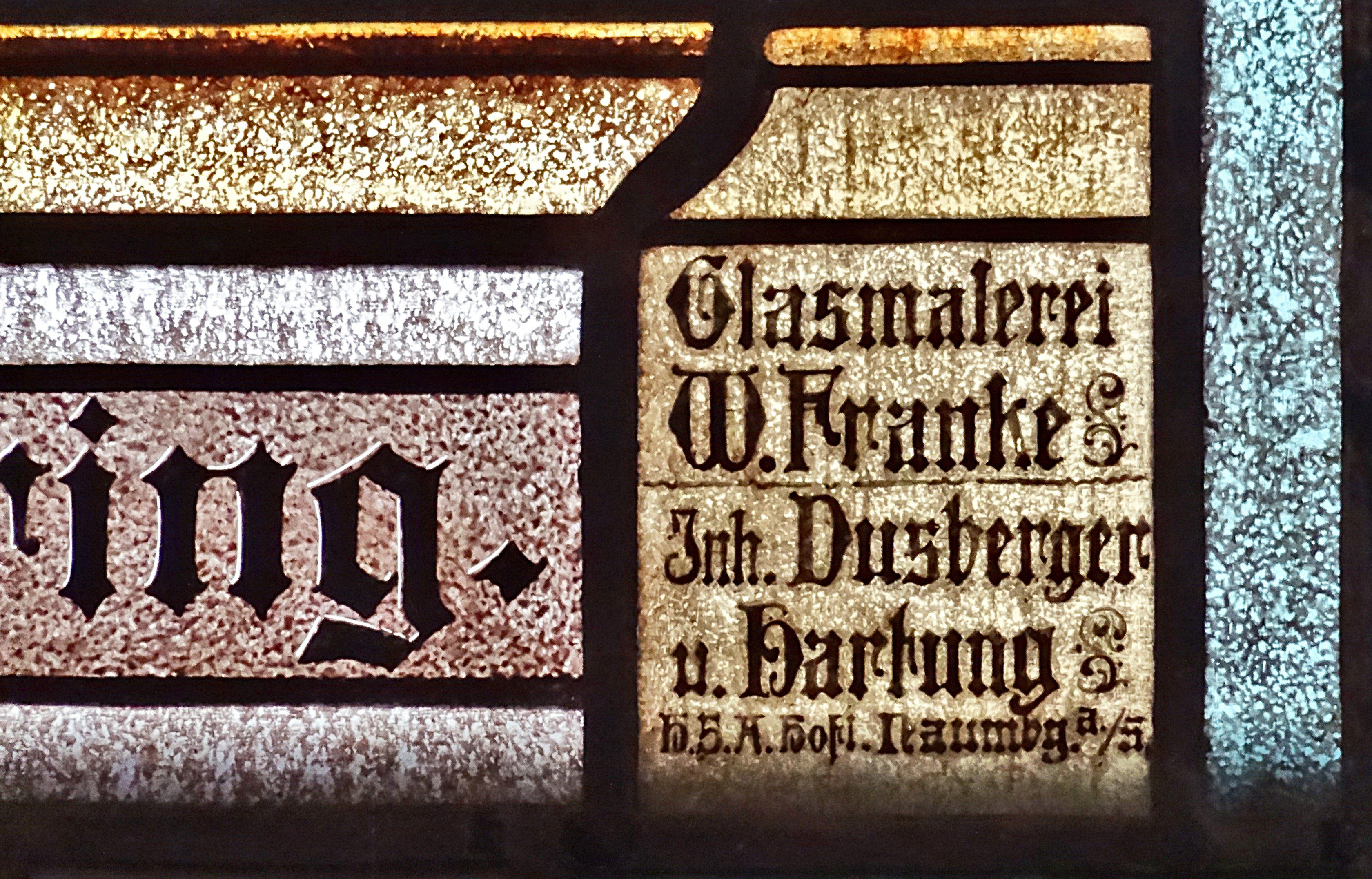
Signatur in St. Gumberti (Clingen)

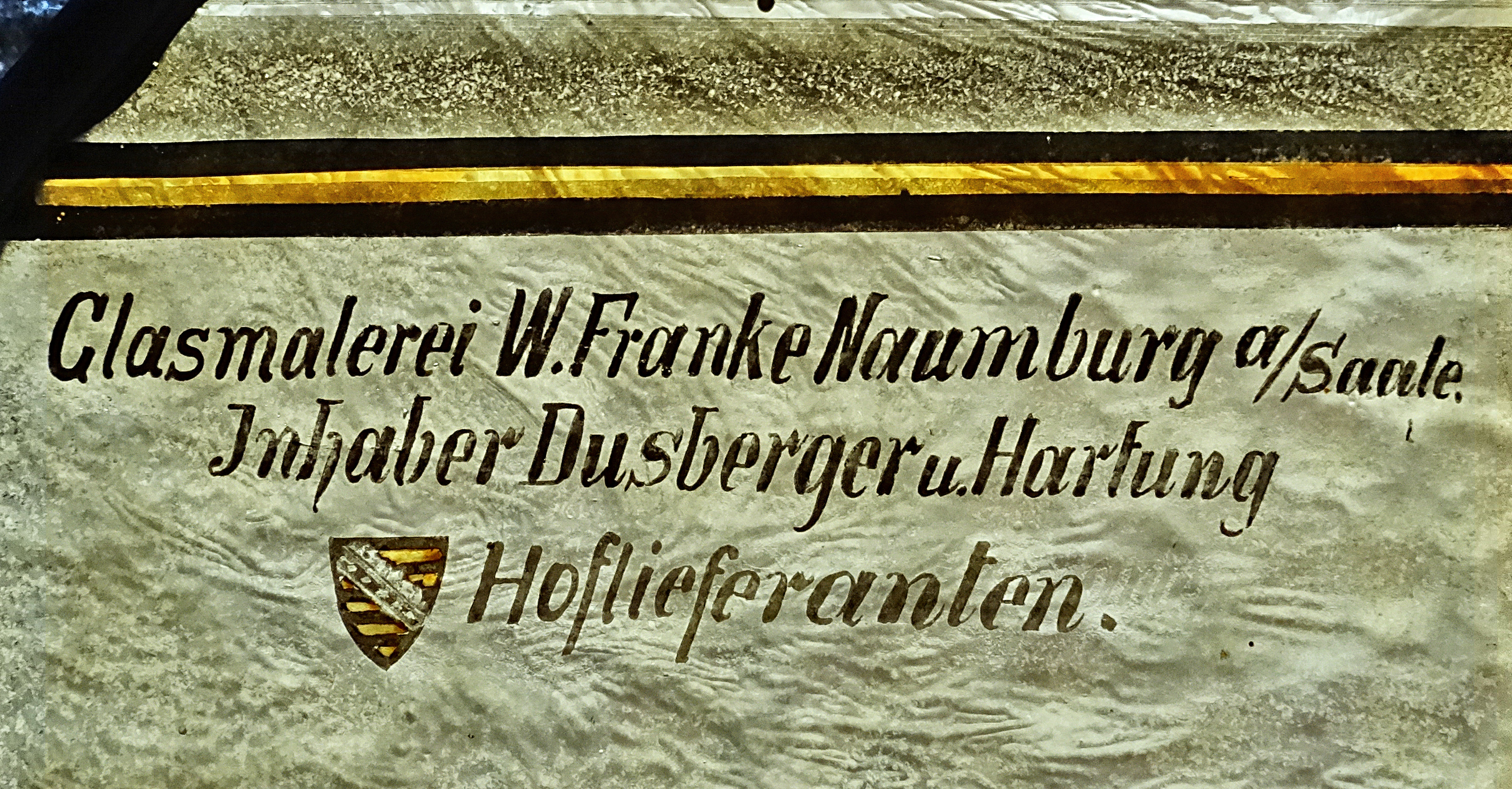
Signatur in der Dorfkirche Eckolstädt

Die Menge der Glasgestaltungen mit dem Schriftzug Glasmalerei Wilhelm Franke, Naumburg ist unüberschaubar. Mit verstärkter Hinwendung wurden nicht nur baugebundene Kirchenprojekte, sondern auch umfangreiche Glasgestaltungen für den Privatbereich ausgeführt.
- baubezogene Glasfenster, Beispiel Naumburger Dom
- Glasgestaltung für Fenster
- Kircheninventar (Altarfenster, Leuchter)
- Farbglasgestaltung für Räume
- Malerei, Grafik

Verglasungen befinden sich u. a. in der evangelischen Georgskirche in Beverungen-Amelunxen, in den evangelischen Kirchen Ludwigsau-Friedlos, Bad Sooden-Allendorf-Hilgershausen, Illingen-Hirzweiler-Welschbach, Ochtrup, Oerlinghausen-Helpup, in der evangelisch-reformierten Kirche in Neunkirchen (Siegerland), und in der evangelischen Stephanskirche in Simmern/Hunsrück.